# Heliococcus szetshuanensis
Heliococcus szetshuanensis är en insektsart som beskrevs av Borchsenius 1962. Heliococcus szetshuanensis ingår i släktet Heliococcus och familjen ullsköldlöss. Inga underarter finns listade i Catalogue of Life.